# Music4Games
Music4Games — веб-сайт, который посвящён музыке в компьютерных играх. Music4Games создан как пользовательский и индустриальный сайт и ориентирован на хардкорных геймеров, фанатов игровой музыки, аудиофилов, студентов, композиторов, разработчиков, издателей, продюсеров, звукорежиссёров и других людей, связанных с игровой музыкой.
2 декабря 2009 года Music4Games перестал функционировать. Этот факт стал известен через официальную страницу сайта на Twitter. Причины не объяснены, при заходе на сайт действует перенаправление на licensetothrillmusic.com.

## Описание
Music4Games создан в 1999 году и является медиапартнёром для индустриальных событий и организаций, включая:
- The Composer Expo[4]
- Develop Conference (Audio Track)
- MIDEM Music For Images Conference[5]
- Game Developers Conference[6]
- Game Audio Conference
- The Game Audio Network Guild
- Симфонический концерт игровой музыки на Games Convention
- Play! A Video Game Symphony
- Video Games Live
- Mutek Festival
- Arcadia Festival

Также Music4Games сотрудничает с British Academy of Film and Television Arts при вручении наград за наилучшую оригинальную музыку и звук в компьютерных играх.